# Тајна (Њитра)
Тајна (слч. Tajná) насељено је мјесто са административним статусом сеоске општине (слч. obec) у округу Њитра, у Њитранском крају, Словачка Република.

## Становништво
| Година:    | 1994. | 2004.   | 2014.   | 2024.   |
| ---------- | ----- | ------- | ------- | ------- |
| Број људи: | 280   | 285     | 283     | 281     |
| Разлика:   |       | +1,78 % | -0,70 % | -0,70 % |

| Година:    | 2023. | 2024.   |
| ---------- | ----- | ------- |
| Број људи: | 284   | 281     |
| Разлика:   |       | -1,05 % |

Према подацима о броју становника из 2011. године насеље је имало 273 становника.